# John Steele

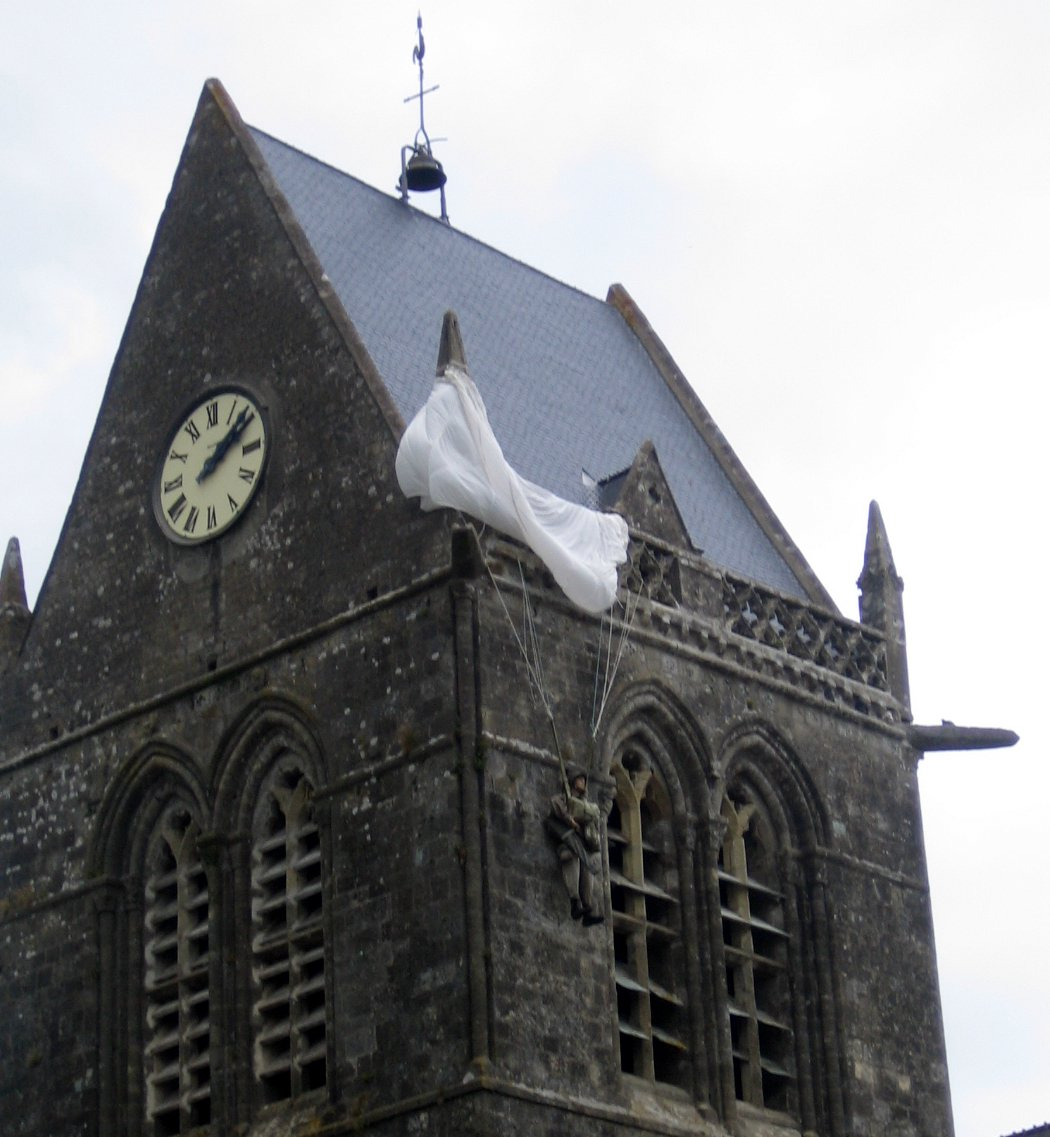
Pomnik-figura woskowa szeregowca Johna Steele’a na wieży kościoła w Sainte-Mère-Église

John Marvin Steele (ur. 29 listopada 1912 w Metropolis w stanie Illinois, zm. 16 maja 1969 w Fayetteville w Karolinie Północnej) – amerykański wojskowy, spadochroniarz, żołnierz 82 Dywizji Powietrznodesantowej.

## Udział w D-Day
W pierwszym etapie lądowania w Normandii, w nocy z 5 na 6 czerwca 1944 amerykańscy żołnierze 82 Dywizji Powietrznodesantowej w ramach operacji Boston zostali zrzuceni ze spadochronem na zachód od Sainte-Mère-Église w kilku nadchodzących po sobie falach. Miasto było celem ataku powietrznego, a zabłąkana bomba zapalająca trafiła dom na wschód od rynku. Dzwonnik uderzył w dzwon kościelny, aby zaalarmować mieszkańców o niebezpieczeństwie. Ludność miasta zjawiła się licznie, tworząc ludzki łańcuch pod nadzorem żołnierzy niemieckiego garnizonu w celu ugaszenia pożaru. O godzinie 1:00 w nocy rynek był dobrze oświetlony i wypełniony niemieckimi żołnierzami oraz miejscowymi Francuzami, kiedy dwie grupy spadochroniarzy z 1. i 2. batalionu 505 Pułku Piechoty Spadochronowej zostały zrzucone przez pomyłkę bezpośrednio nad miastem.
Spadochroniarze byli łatwymi celami podczas opadania, a szeregowiec John Steele okazał się jednym z niewielu, który nie został trafiony przez nieprzyjacielskich żołnierzy. Jego spadochron zaczepił się na jednym z pinakli wieży kościelnej, pozostawiając go wiszącego z boku kościoła. Ranny spadochroniarz wisiał tam bezwładnie przez dwie godziny, udając, że nie żyje, zanim Niemcy wzięli go do niewoli. Uciekł cztery dni później i dołączył do swojej dywizji, gdy 3. batalion 505 Pułku Piechoty Spadochronowej zdobył Sainte-Mère-Église, zabijając jedenastu Niemców i biorąc do niewoli kolejnych trzydziestu. Steele został odznaczony Brązową Gwiazdą za męstwo i Purpurowym Sercem za zranienie w walce.

## Lata powojenne
Steele odszedł z wojska w 1949. Przez całe życie odwiedzał francuskie miasto, w którym stoczył najważniejszą walkę swojego życia i został honorowym obywatelem Sainte-Mère-Église. Zmarł na raka gardła 16 maja 1969 we Fayetteville w Karolinie Północnej.

## Pamięć
Pamiątki po szeregowcu Steelu znajdują się w Muzeum Sił Powietrznodesantowych przy Placu 6 czerwca w centrum Sainte-Mère-Église. Wyjątkowym upamiętnieniem uczczono go na miejscowym kościele, z którego wieży zwisa spadochron z figurą woskową w mundurze amerykańskich wojsk powietrznodesantowych. Dziury po kulach są nadal widoczne w kamiennych ścianach kościoła. Wewnątrz świątyni znajdują się witraże, z których jeden przedstawia Matkę Boską z Dzieciątkiem na rękach w otoczeniu trzech amerykańskich spadochroniarzy.
Obok głównego placu w mieście znajduje się tawerna nazwana Auberge John Steele, która kultywuje pamięć o Amerykaninie poprzez zdjęcia, listy i artykuły zawieszone na ścianach.
W rolę szeregowca Steele’a wcielił się Red Buttons w filmie Najdłuższy dzień. Jego postać pojawiła się także w grze wideo Call of Duty.